# Naled
Naled ist ein 1:1-Gemisch von zwei stereoisomeren chemischen Verbindungen aus der Gruppe der organischen Phosphorsäureester. Es wird als Insektizid eingesetzt.

## Eigenschaften
Naled ist ein farbloser bis weißer Feststoff mit schwachem Geruch, der schon bei geringer Temperaturerhöhung schmilzt und meist als gering dosiertes Spray oder als hochdosierte Lösung in den Handel gebracht wird.

## Verwendung
Naled ist ein Insektizid aus der Gruppe der Phosphorsäureester, das 1959 zum ersten Mal für diesen Zweck unter dem Handelsnamen Dibrom registriert wurde. In den USA werden etwa eine Million Pfund pro Jahr eingesetzt. Eingesetzt wird das Racemat. Seine toxische Wirkung beruht auf der Hemmung der Cholinesteraseaktivität. Durch seine kurze Halbwertszeit von weniger als einem Tag gilt es als gut abbaubar. In Gegenwart von Wasser oder Sonnenlicht zersetzt es sich schnell zu Dichlorvos.

## Zulassung
In den Staaten der EU und in der Schweiz sind keine Pflanzenschutzmittel mit diesem Wirkstoff zugelassen.